# Bernard Attali
Pour les articles homonymes, voir Attali (homonymie).
Bernard Attali, né le 1er novembre 1943 à Alger (France), est un chef d’entreprise et ancien haut fonctionnaire français.

## Biographie

### Jeunesse et études
Bernard Attali né en 1943 à Alger. Il est le frère jumeau de Jacques Attali. Son père, Simon Attali, est un autodidacte qui réussit dans le commerce de parfumerie bijouterie (enseigne « Bib et Bab ») à Alger, où il s'est marié le 27 janvier 1943 avec Fernande Abécassis, qui donnera également naissance le 11 février 1952 à Fabienne.
En 1956, deux ans après le début de la guerre d'Algérie la famille Attali décide de venir s'installer à Paris, et habite rue de la Pompe. Bernard a alors 13 ans. Comme son frère, il est scolarisé au lycée Janson-de-Sailly, où ils rencontrent Jean-Louis Bianco et Laurent Fabius.
Bernard Attali intègre l'Institut d'études politiques de Paris (promotion 1964, section Service Public). Il y prépare le concours de l'École nationale d'administration, où il est admis au sein de la promotion Turgot (1966-1968).
Il est marié à Hélène et est père de Joyce Attali, comédienne.

### Parcours professionnel

#### Haute fonction publique
Bernard Attali sort de l'ENA dans la botte (parmi les 15 premiers). Il choisit la Cour des comptes, où il est affecté en 1986. Il est aujourd'hui conseiller-maître honoraire.
Il est rapidement nommé au Commissariat général du Plan, où il préside une commission et est directeur de cabinet du commissaire au Plan. Il est ensuite nommé directeur financier de la Délégation à l’aménagement du territoire (1981-1984). Il est aussi directeur financier du Club Méditerranée.
En 1981, Bernard Attali est nommé délégué à la DATAR, auprès du Premier Ministre. Parallèlement, il est président du Comité de politique régionale de la Communauté économique européenne. Il reste quelques années à la DATAR avant d'être nommé président du Groupe des assurances nationales.

#### Secteur privé et haute fonction publique
Après son passage au groupe public des assurances nationales, Bernard Attali quitte provisoirement la fonction publique pour travailler au sein de la compagnie d'assurance britannique Commercial Union, dont il devient président Europe,. De 1986 à 1988, il est président de la Financière Saint Georges.
En 1988, il est nommé président directeur général du groupe Air France, poste qu'il occupe jusqu'en 1993. Quittant cette fonction, il est président du comité exécutif de l'Association internationale du transport aérien.
Il est président de la banque Arjil & Associés, où il reste deux ans. Il quitte ce poste pour celui de président de l'antenne française de Bankers Trust. Il est ensuite nommé président Europe de Deutsche Bank.
Bernard Attali décide alors de revenir dans la fonction publique, provisoirement. En disponibilité de la Cour des comptes, il prend la présidence de l'Agence de développement de la région Île-de-France.
Il quitte à nouveau la fonction publique et devient en 2003 senior advisor de Texas Pacific Group. Il conseille aussi Bank of America, BC Partner, de Qualium, d’August Debouzy,, de Brookfield Capital (2019) et d'EQT (2021).
À la demande du Premier ministre, il produit au premier semestre 2015 un rapport sur l'évolution de l'École Polytechnique.
Bernard Attali a également enseigné à l'IEP de Paris, à l'ENA, et à l’université de New York.

## Décorations
Il est commandeur de l'ordre national de la Légion d'honneur, commandeur de l'ordre du Mérite et titulaire de la médaille de l'Aéronautique.